# کنیای ماتسویی
کنیای ماتسویی (ژاپنی: 松井 謙弥؛ زادهٔ ۱۰ سپتامبر ۱۹۸۵) یک بازیکن فوتبال اهل ژاپن است.
از باشگاه‌هایی که در آن بازی کرده‌است می‌توان به باشگاه فوتبال جوبیلو ایواتا، باشگاه فوتبال کیوتو سانگا، باشگاه فوتبال سرزو اوساکا، باشگاه فوتبال توکوشیما ورتیس، باشگاه فوتبال کاوازاکی فرونتال، اشگاه فوتبال اومیا آردیجا و باشگاه فوتبال میتو هولیهوک اشاره کرد.